# Prückler Ignác (1809–1876)
Prückler Ignác Eduárd Jakab (Pest, 1809. március 8. – Budapest, 1876. május 14.) fűszerkereskedő, pezsgőgyáros, pesti választott polgár, a magyar kereskedelmi bank, az osztrák nemzeti bank, az első hazai takarékpénztár valamint az első magyar általános biztosító társulat igazgató tanácsosa, Budapest fővárosi bizottsági tag, bérpalota-tulajdonos. A "Prückler Ignácz Magyarország első rum-, likőr- és pezsgőgyára" alapítója és tulajdonosa, az iparegyesületnek ezüst érdempénzes koszorúsa. Ipari úttörő a pezsgőkészítésben az országban gyári szinten.

## Családja és származása

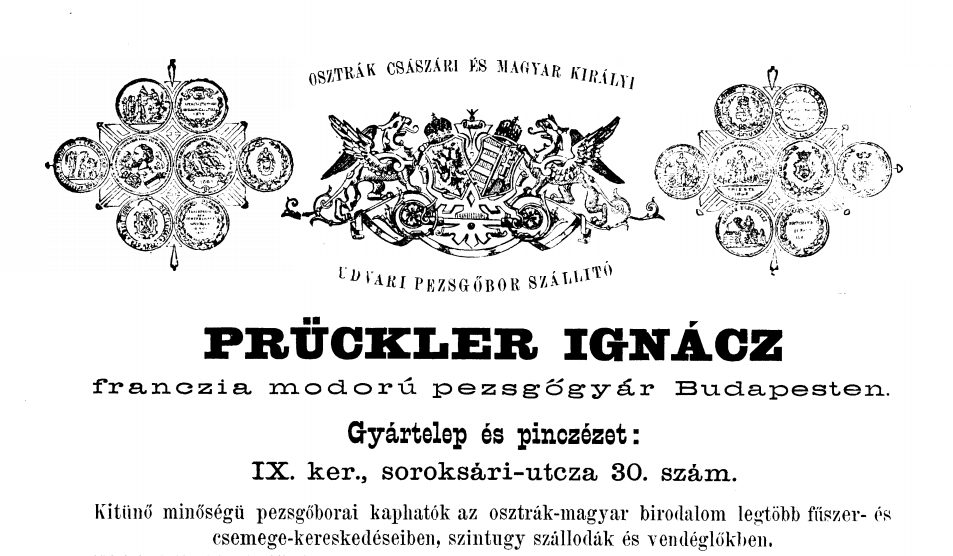
A "Prückler Ignácz Magyarország első rum-, likőr- és pezsgőgyára" reklámja 1886-ból. Az ország első pezsgőgyára, amelyet 1834-ben Prückler Ignác alapított.

Az alsó-bajorországi Schwarzenbachból származó római katolikus jómódú pesti patricius Prückler családban született. Apja idősebb Prückler József Kalazancius (1778–1848) pékmester, választott pesti polgár, császári királyi százados és három bérpalota tulajdonosa. Anyja a szintén polgári pesti származású Ottinger Klára (1781–1826) volt. Egyik fivére, Prückler József (1804–1866) pékmester, pesti polgár, bérház-tulajdonos, az 1848-as szabadságharc alhadnagya; a másik fivére, Prückler János (1816–1897), fővárosi törvényhatósági bizottság tagja, pesti választott polgár, bérház-tulajdonos. Apai nagyszülei Prückler Jakab (1744–1798), pékmester, háztulajdonos, aki 1776. február 7.-én szerezte meg a pesti polgárságot és Hochecker Anna voltak. Anyai nagyszülei Ottinger József (1736–1805) pékmester, pesti polgár és Stentenmacher Klára (1749–1804) voltak. Ottinger József, pékmester, az alsó-ausztriai Lanzendorfból származott és 1773. január 11-én szerezte meg a pesti polgárságot; Prückler Ignác unokahúga, Prückler József lánya, Prückler Klára (1833-1907), akinek a férje, Topits József (1824–1876), Topits József fia Első magyar gőztésztagyár alapítója és tulajdonosa; Topits József és Prückler Klára fia, Topits Alajos József (1855-1926), tésztagyáros, a Ferenc József-rend lovagja, az Országos Ipar Tanács tagja, Országos Iparegyesület Igazgatóságának a tagja volt.

## Élete
A fiatal Prückler Ignác nem követte atyja nyomdokait a pék szakmában; bátyja, ifjabb Prückler József vette át a családi üzemet. 1834. június 21.-én szerezte meg a pesti polgárjogot. Ugyanabban az évben 1834-ben, alig 25 évesen ő alapította meg az ország első pezsgőgyárat a Soroksári utca 30-as (ma: Ráday utca 30-as) szám alatt. A cég neve hivatalosan Prückler Ignácz Magyarország első rum-, likőr- és pezsgőgyára volt. 1848-ban Prückler Ignác Pesten lakott, „a’ fejér farkashoz, kecskeméti utcán”. 1848-ban, apja halála után az adósságok levonása után maradt 30 300 forintnyi örökség, amelyet a három fiú között egyenlő arányban osztottak fel; ezzel Prückler Ignác továbbfejlesztette a gyárat, és már 1873-ban igen előkelő helyen szerepelt a legnagyobb pesti adózók között, ami nagy vagyonát tükrözte. 1868-ban Prückler Ignác az apjától örökölt Károly körút 16-os egyszintes házát Hild Károly építész tervezésével 3 emeletes bérházzá alakította át. 1870-ben Prückler Ignác ismét Hild Károly építész tervezésével a Kecskeméti utcai 15-ös bérházát, amely egyben a pezsgőgyár raktára is volt, átalakította három szintes bérházzá.
A jómódú és híres pezsgőgyáros Pesten 1876. május 14-én hunyt el. Pezsgőgyárát két fia, ifjabb Prückler Ignác és Prückler László vette át. A cég 1888 és 1918 között viselte az „császári és királyi udvari szállító” címet. 1887-re Prückler Ignácz pezsgőgyára nem csak az ország legrégebbi, de évi 400 000 palack gyártásával a legnagyobb termelő képességű is volt.

## Házassága és leszármazottjai
Feleségül vette 1836. május 8.-án a soproni római katolikus Szent György plébánián a polgári családból való Wagner Alojziát (Sopron, 1813. június 10.–Budapest, 1883. november 15.), akinek a szülei Wagner Vitusz, soproni mészáros, kereskedő, városi tisztviselő, és Marent Magdolna voltak. A házasságukból öt gyermek érte el a felnőttkort: 
- Prückler Ilona (Pest, 1837. július 30.–Pest, 1841. március 8.)
- Prückler Klára Alojzia (Pest, 1839. május 6.–Pest, 1842. február 12.)[15]
- ifjabb Prückler Ignác István (Pest, 1840. augusztus 20.–Sopron, 1919. július 16.), fűszerkereskedő, pezsgőgyáros. Felesége: nemes Gonzalles Karolin (Bécs, 1851. március 28.–Csabrendek, 1930. február 15.).
- Prückler Paula Jozefa (Pest, 1842. március 4.–Pest, 1871. február 19.). Férje: Mirth Antal (Pest, 1828. január 20. –Budapest, 1915. május 13.) királyi ítélőtáblai bíró, jogász (2.f.: Rabel Terézia).[16]
- Prückler Franciska Mária Klára (Pest, 1843. augusztus 5.–Budapest, 1920. január 16.).[17] Férje: dr. petőfalvi Pleininger Ferenc (Borbolya, Sopron vármegye, 1835. február 24. –Budapest, 1899. november 3.) minisztériumi osztálytanácsos.[18]
- Prückler Teréz Mária (Pest, 1845. szeptember 11.–Budapest, 1887. október 15.).[19] Férje: Rupp Ignác Antal György (Pest, 1835. december 1.–†Budapest, 1876. augusztus 2.), termény nagykereskedő, bérház tulajdonos.[20] Rupp Ignác és Prückler Terézia egyik lánya Rupp Irén (1873–1945), akinek a férje dr. Temple Rezső (1874–1945) ügyvéd, belügyminisztériumi államtitkár, országgyűlési képviselő, tartalékos hadnagy, a Ferenc József-rend lovagja.
- Prückler László Vitusz Ferenc (Pest, 1847. május 30.–Budapest, 1929. június 27.), fűszerkereskedő, pezsgőgyáros, politikus. Neje: Oberhauser Ilka (Pest, Józsefváros, 1856. augusztus 20.–Budapest, 1883. szeptember 18.).
- Prückler Xavér Ferenc	(Pest, 1849. július 8.–Pest, 1853. február 25.)
- Prückler Sándor József (Pest, 1850. augusztus 17.–Pest, 1851. április 7.)[21]